# 丹杰洛

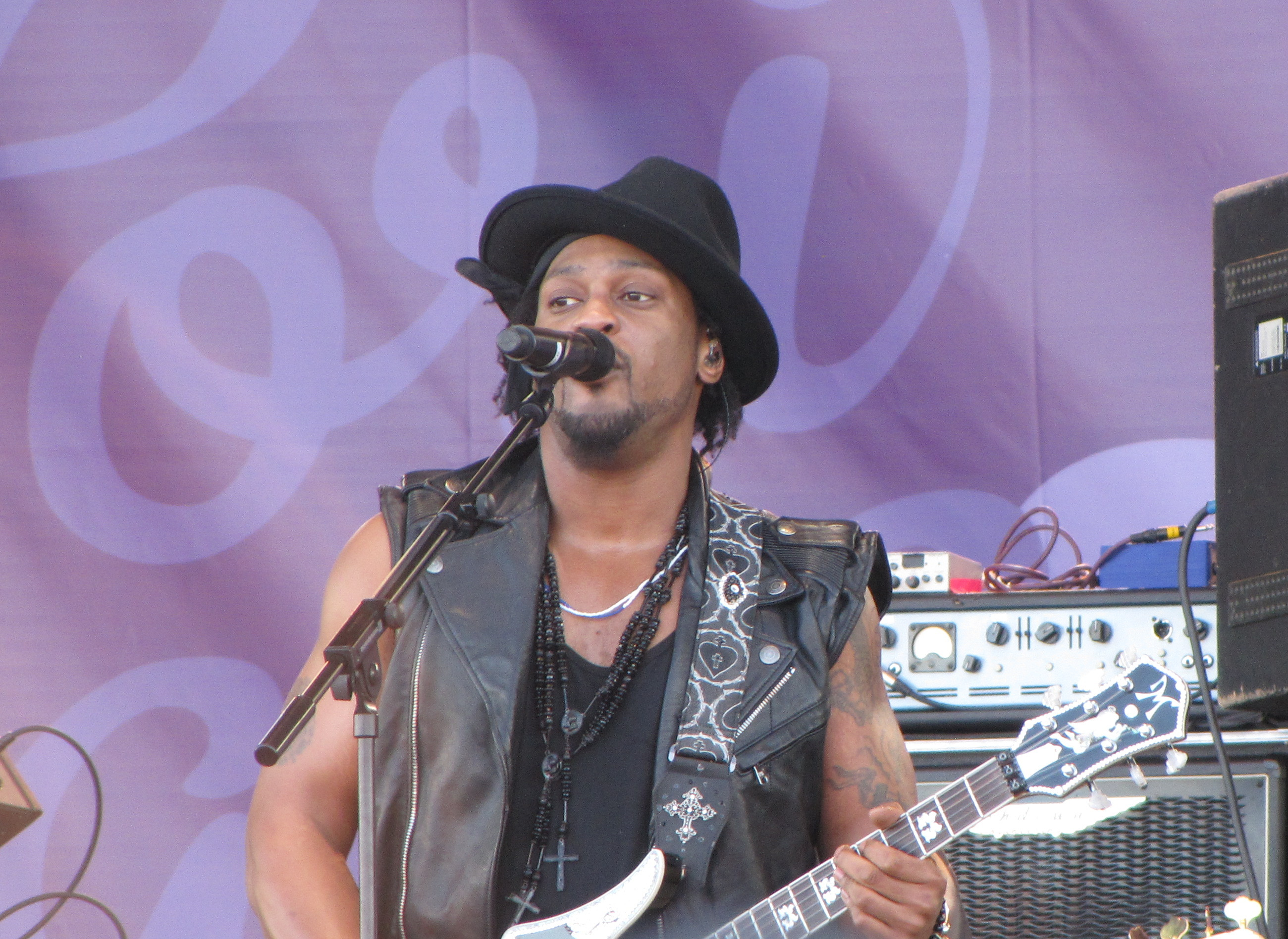
丹杰洛

迈克尔·尤金·阿彻 （ 1974年2月11日—）艺名丹杰洛（D'Angelo） ，是一位美国音乐家。他的首张录音室专辑就获得美國唱片業協會的白金认证。他的第三首单曲打進告示牌百大單曲榜前十名。他有一張專輯打入美国Billboard 200的榜首。他于2014年发行的第三张录音室专辑在美国Billboard 200上排名第五。  丹杰洛演唱的歌曲曾出現在2018年的电子游戏碧血狂殺2中。